# Aeroport Internacional Logan
L'Aeroport Internacional Logan de Boston (en anglès: Logan International Airport) (codi IATA: BOS, codi OACI: KBOS) se troba a la ciutat de Boston, estat de Massachusetts, als Estats Units.

## Aerolínies i destins

### Terminal A
*  Continental Airlines Cleveland, Houston-Intercontinental, Newark
- -  Continental Express
    -  ExpressJet Airlines Cleveland, Newark
- Delta Air Lines Atlanta, Bermuda, Cancun, Cincinnati/Northern Kentucky, Fort Lauderdale, Fort Myers, New York-JFK, Orlando, Salt Lake City, Tampa, West Palm Beach
  -  Delta Connection
    -  Chautauqua Airlines Columbus (OH), Washington-Reagan
    -  Comair Baltimore, Bangor, Charlottetown [seasonal], Cincinnati/Northern Kentucky, Columbus (OH), Halifax, Indianapolis [begins April 1], Myrtle Beach [seasonal], Nashville [seasonal; begins June 5], Nova York-JFK, Filadèlfia, Raleigh/Durham, Tampa, Washington-Reagan

  -  Delta Shuttle Nova York-LaGuardia

### Terminal B

#### Pier Nord
*  American Airlines Aruba [seasonal], Chicago-O'Hare, Dallas/Fort Worth, Londres-Heathrow, Los Angeles, Miami, París-Charles de Gaulle [seasonal], Providenciales [seasonal], San Diego [resumes April 7], San Francisco, San Juan (PR), Santo Domingo, St. Louis, St. Thomas [seasonal]
- -  American Eagle Columbus (OH), Nova York-JFK, Nova York-LaGuardia, Raleigh/Durham, Toronto-Pearson, Washington-Reagan
- Spirit Airlines Atlantic City [comença 1 de maig], Fort Lauderdale, Myrtle Beach
- Virgin America 	Los Angeles, San Francisco

#### Pier Sud
*  Air Canada Toronto-Pearson
- -  Air Canada Jazz Halifax, Montréal, Ottawa, Toronto-Pearson
- Alaska Airlines Portland (OR), Seattle/Tacoma
- US Airways Aruba, Bermuda [seasonal], Cancun, Charlotte, Grand Cayman [seasonal], Filadèlfia, Las Vegas, Montego Bay [seasonal], Nassau [seasonal], Phoenix, Providenciales, Punta Cana [seasonal], San Juan (PR), Valencia (VEN)
  -  US Airways Express
    -  Air Wisconsin Buffalo, Filadèlfia, Indianapolis, Pittsburgh, Richmond, Rochester (NY)
    -  Chautauqua Airlines Filadèlfia, Richmond
    -  Colgan Air Albany, Augusta (ME), Bar Harbor, Presque Isle, Syracuse
    -  Piedmont Airlines Buffalo, Harrisburg, Pittsburgh
    -  Republic Airlines Buffalo, Filadèlfia, Indianapolis, Pittsburgh, Rochester (NY)

  -  US Airways Shuttle Nova York-LaGuardia, Washington-Reagan

### Terminal C
*  AirTran Airways Akron/Canton, Atlanta, Baltimore, Chicago-Midway [seasonal], Fort Myers [seasonal], Milwaukee, Newport News/Williamsburg, Orlando [seasonal], Sarasota/Bradenton [seasonal], Tampa [seasonal]
- Cape Air Hyannis, Lebanon, Martha's Vineyard, Nantucket, Plattsburgh, Provincetown, Rockland, Rutland, Saranac Lake
- JetBlue Airways Aruba, Austin, Bermuda [seasonal], Buffalo, Cancun, Charlotte, Chicago-O'Hare, Denver, Fort Lauderdale, Fort Myers, Jacksonville (FL), Las Vegas, Long Beach, Los Angeles [comença el 17 de juny], Nassau, Nova Orleans, Nova York-JFK, Oakland, Orlando, Pittsburgh, Punta Cana (comença el 8 de maig), Raleigh/Durham, Richmond, St. Maarten, San Diego, San Francisco [seasonal], San Juan (PR), Santo Domingo, Seattle/Tacoma, Tampa, Washington-Dulles, West Palm Beach
- Midwest Airlines Milwaukee
- Midwest Connect
  -  Republic Airlines Kansas City
- United Airlines Chicago-O'Hare, Denver, Los Angeles, San Francisco, Washington-Dulles
  -  United Express
    -  Mesa Airlines Washington-Dulles

### Terminal E

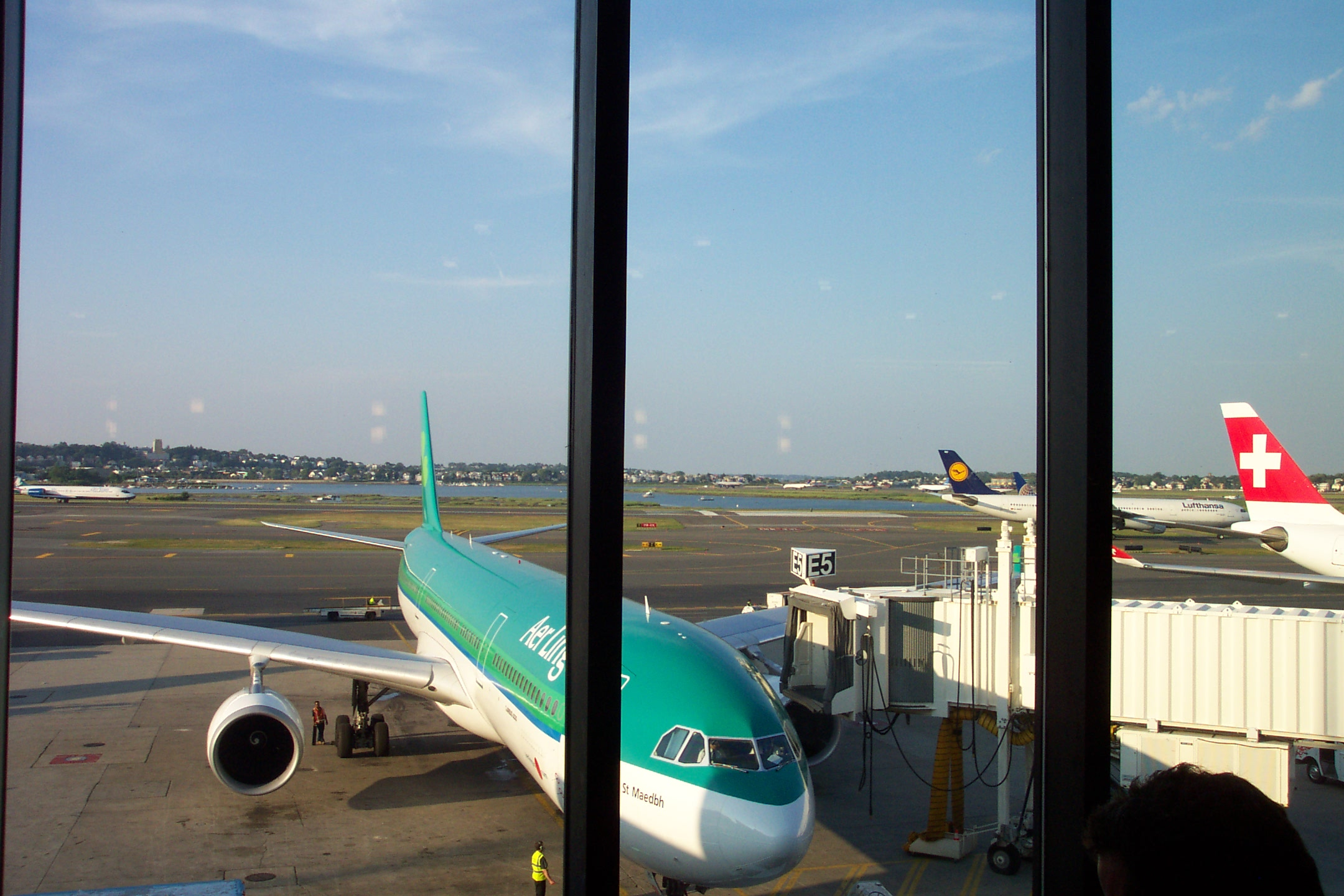
Avions a la pista de l'aeroport.

*  Aer Lingus Dublín, Shannon
- Air France París-Charles de Gaulle
- Alitalia Roma-Fiumicino
- British Airways Londres-Heathrow
- Finnair Helsinki [seasonal]
- Iberia LAE Madrid
- Icelandair Reykjavík
- Lufthansa Frankfurt, Múnic [seasonal]
- Norwegian Air Shuttle París-Charles de Gaulle, Londres-Gatwick, Madrid, Rome–Fiumicino
  -  PrivatAir Múnic [seasonal]
- Northwest Airlines Amsterdam, Detroit, Minneapolis/St. Paul
  -  Northwest Airlink
    -  Compass Airlines Detroit, Memphis
    -  Pinnacle Airlines Indianapolis
- SATA International Lisbon, Porto [seasonal], Terceira [seasonal], Ponta Delgada [scheduled charter]
- Swiss International Air Lines Zuric
- TACV Praia
- Virgin Atlantic Londres-Heathrow